# Boyd Rice
Pour les articles homonymes, voir NON.
Boyd Blake Rice (né le 16 décembre 1956) est un musicien américain de musique expérimentale qui utilise le nom de NON depuis le milieu des années 1970. Pionnier de la musique industrielle, Rice est l'un des premiers artistes à utiliser un échantillonneur et un phonographe comme instrument.
Il est connu pour son utilisation de la provocation dans l'art. Son œuvre musicale, évoluant de compositions atonales vers des créations plus mélodiques, est marquée par une philosophie inspirée du darwinisme social, notamment de l'ouvrage Might Is Right.
Associé à l'Église de Satan dans les années 1980 en tant que prêtre puis magister, il entretient également des relations avec des groupes néonazis à la fin des années 1980, se définissant lui-même comme fasciste avant de commencer à se distancier du terme à partir des années 1990.
Rice est également connu pour son intérêt pour la culture Tiki.

## Biographie
Boyd Rice naît le 16 décembre 1956 à Lemon Grove, en Californie. Il se fait connaître par son implication dans les publications RE/Search de V. Vale. Il est présenté dans RE/Search #6/7 : Industrial Culture Handbook et Pranks!. Dans cette interview, il met l'accent sur la nature consensuelle de la réalité et sur les ravages que l'on peut causer en refusant de jouer selon les règles collectives qui dictent la perception du monde extérieur par la plupart des gens.
En mars 1976, lors d'une visite de la première dame Betty Ford en Californie, il brandit une tête de cochon écorchée. Arrêté par le Secret Service, il explique pendant son interrogatoire qu'il s'agissait d'une farce artistique d'inspiration dadaïste.
En 1978, il forme NON, initialement un duo qui devient ensuite principalement son projet solo. La même année, lors d'un voyage au Royaume-Uni, il rencontre Daniel Miller, fondateur de Mute Records, label qui publiera ses œuvres durant des décennies.
Au milieu des années 1980, Rice se lie d'amitié avec Anton LaVey, fondateur et grand prêtre de l'Église de Satan, et a été nommé prêtre, puis magister au sein du Conseil des Neuf de l'Église. Les deux hommes admiraient la même musique et partageaient la même vision misanthropique. Chacun d'entre eux s'inspire de Might Is Right pour créer diverses œuvres : LaVey dans sa Bible satanique et Rice dans plusieurs enregistrements.
Rice documente les écrits de Charles Manson en tant qu'éditeur collaborateur de The Manson File. Rice est invité à Talk Back, une émission de radio animée par le chrétien évangélique Bob Larson, où il effectue cinq apparitions. Au cours d'une interview, Rice décrit la philosophie de base de sa fondation comme étant « Les forts gouvernent les faibles, et les intelligents gouvernent les forts ».
Les relations de Rice avec les milieux culturels radicaux de San Francisco se détériorent à la fin des années 1980 lorsque ses liens avec la mouvance néonazie deviennent de plus en plus évidents. Plusieurs figures du milieu underground rompent avec lui, notamment Jello Biafra des Dead Kennedys, Fad Gadget et Peter Christopherson de Coil. En 1988, en raison de ces conflits, Rice quitte San Francisco pour s'installer à Denver.
En 1989, Rice effectue une tournée au Japon avec une version élargie de son projet NON, accompagné de Michael J. Moynihan (en), Douglas Pearce, Tony Wakeford et Rose McDowall (en). Ces concerts présentent une forte esthétique fasciste : les musiciens portent des uniformes noirs avec des brassards Wolfsangel, tandis que la scénographie et les titres font référence au Troisième Reich. Cette période marque également une évolution musicale pour Rice, passant de compositions principalement atonales à des collaborations plus mélodiques intégrant davantage de voix.
En janvier 1990, Boyd Rice partage un logement avec Michael Moynihan dans un ancien pensionnat surnommé « le bunker ». En août de la même année, il sort l'album Music, Martinis, and Misanthropy sous le nom de Boyd Rice Experience, en collaboration avec Douglas Pearce sur le label New European Recordings. Fin 1992, sa relation avec Moynihan se détériore, conduisant à leur séparation, bien que leurs tensions se soient apaisées ultérieurement.
En 1992, Rice publie le seul numéro de WAKE, un journal qu'il décrit comme « le premier journal au monde consacré à la Barbarie et au Darwinisme Social ». Bien que Michael Moynihan ait travaillé sur ce projet depuis 1989, Rice s'attribue le titre d'unique éditeur.
En 1995, il est arrêté pour violence conjugale contre sa partenaire Lisa Crystal Carver (en), qui témoigne avoir été étranglée et battue, bien que les poursuites aient finalement été abandonnées selon Rice.
Bien que Rice ait parfois été présenté comme possédant la plus grande collection au monde de Barbie, il avoue en 2003, lors d'une interview avec Brian M. Clark, n'en posséder que quelques-unes.
Rice participe à la création d'un bar Tiki appelé Tiki Boyd's à l'East Coast Bar de Denver, dans le Colorado. Rice décore tout l'établissement de sa poche en raison de son attachement à la culture tiki, demandant en retour une table ouverte au bar. Rice a longtemps exprimé son amour de la culture tiki, contrairement à d'autres éléments de son personnage public.
C'est en son honneur que le Tiki Boyd's est baptisé En raison de désaccords entre Rice et les propriétaires, Rice s'est retiré de l'affaire et a récupéré toutes ses décorations tiki. L'avenir du bar tel qu'il existe aujourd'hui est incertain. Rice prévoit de rétablir un autre Tiki Bar ailleurs à Denver.
Le 26 octobre 2018, le magazine pour adolescents Galore diffuse en avant-première un clip vidéo pour la chanson Resort Beyond the Last Resort du groupe Collapsing Scenery, dans lequel Rice joue. La vidéo est réalisée par Kansas Bowling, et parodie l'essai de Boyd dans Answer Me! intitulé Revolt Against Penis Envy (Révolte contre l'envie de pénis). Dans la vidéo, Rice se rend à la Casa Bonita à Denver, puis se fait droguer et violer par une femme.

## Idéologie

### Liens avec le néonazisme
En 1986, Boyd Rice entre en contact avec James Mason, rédacteur de la publication néonazie Siege. Dans sa correspondance avec Mason, Rice exprime son adhésion à la « pensée Manson-Hitler » et critique le mouvement néonazi traditionnel pour son manque de « vision intérieure ». Rice présente ensuite Mason à Adam Parfrey (en) et Michael J. Moynihan (en). Il est le premier à suggérer la publication de son bulletin Siege sous forme de livre.
La même année, Rice publie l'album instrumental Blood & Flame sous son projet NON, dont la pochette arbore un Wolfsangel (symbole médiéval plus tard adopté par les nazis). L'album contient des citations d'Alfred Rosenberg et d'Arthur de Gobineau.
En décembre 1986, Rice participe à l'émission télévisée Race and Reason du néonazi Tom Metzger. Lors de cette interview, Rice approuve plusieurs déclarations à caractère raciste de Metzger et qualifie la ségrégation raciale de « seule voie intelligente ». Il recommande également des groupes musicaux qu'il considère comme « racialistes », dont Current 93, Death in June et Above the Ruins. Rice maintient des contacts avec Metzger pendant au moins une décennie après cette émission.
En 1988, Rice se rapproche de l'organisation skinhead néonazie American Front (en) de Bob Heick. Bien que Rice affirme n'avoir jamais été officiellement membre de ce groupe, il participe à leur « marche des ouvriers blancs » à San Francisco en mai 1988. Rice est apparu dans des médias aux côtés de Heick, notamment dans une émission de USA Today, dans laquelle il porte un uniforme paramilitaire avec un écusson de l'American Front.
Durant cette période, Rice se définit comme fasciste.
Boyd Rice manifeste un intérêt prononcé pour les écrits de la néonazie mystique Savitri Devi. Rice adapte son œuvre The Lightning and the Sun dans sa chanson Paradise of Perfection, une collaboration avec Death in June. Il rédige en 2001 un essai sur ses théories.
Après 1993, Boyd Rice s'éloigne progressivement de la mouvance néonazie, bien qu'il en conserve certains éléments esthétiques comme l'utilisation d'uniformes et d'iconographie hitlérienne, mais de façon plus ironique. Bien qu'il s'identifie comme fasciste jusqu'en 1997, il déclare en 2003 : « Je ne suis pas du tout un fasciste ».

### Might Is Right

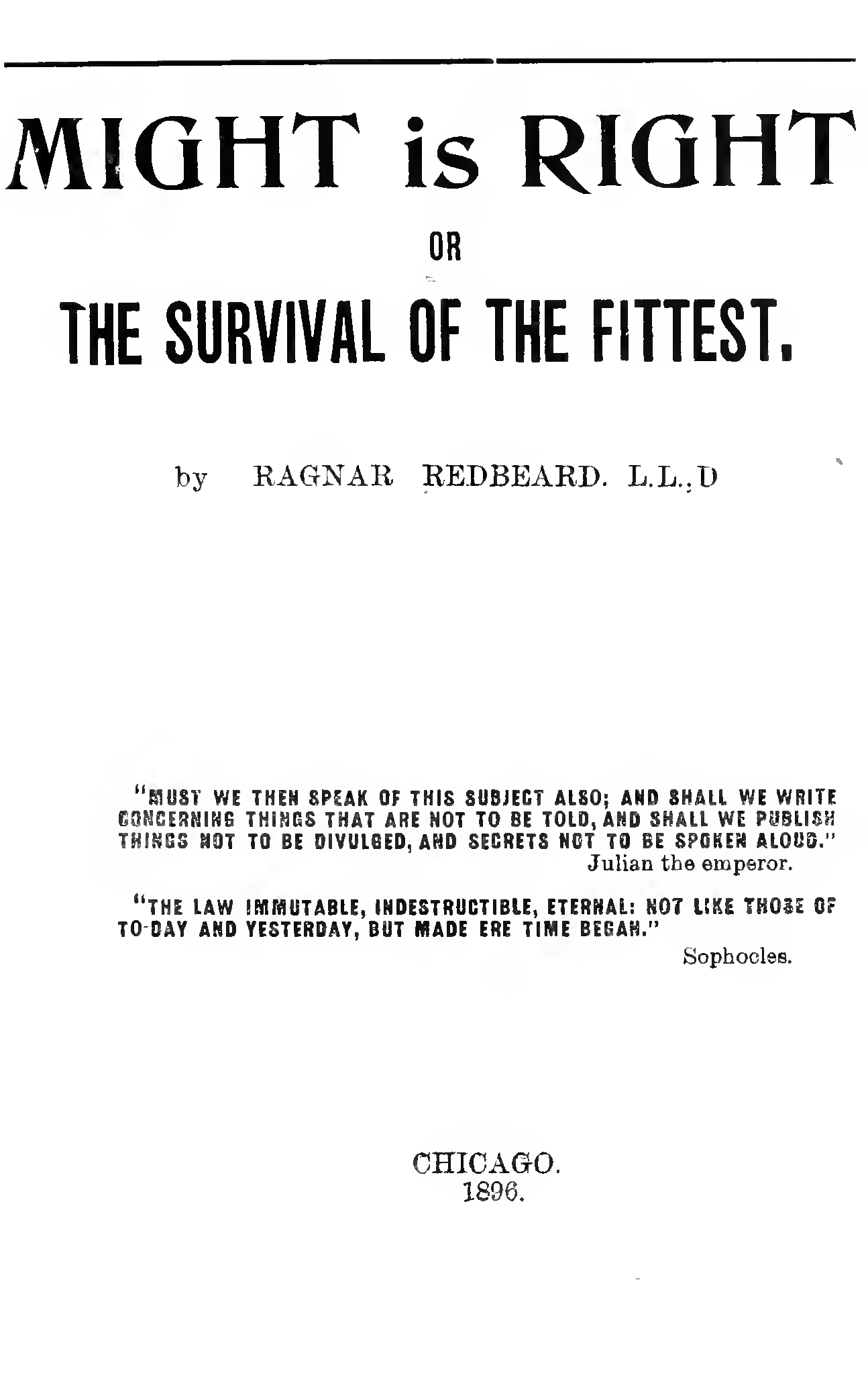
Couverture de Might Is Right.

À la fin des années 1980, Boyd Rice découvre et adopte comme base de sa philosophie l'ouvrage Might Is Right. Ce livre, qui mêle darwinisme social, suprémacisme blanc, théories antisémites et misogynie, prône un individualisme amoral dans un monde régi par la « Loi Naturelle » où seuls les plus impitoyables triomphent. Rice intègre ces idées dans sa musique, notamment dans la chanson Might Is Right, et dans son album Might! (1995) dont toutes les paroles sont tirées du livre.

### Misogynie
Au cours des années 1990, Rice développe un discours ouvertement misogyne, notamment dans sa contribution au magazine Answer Me! en 1994, où il prône une « guerre des sexes » et justifie le viol comme arme contre l'égalité des sexes.

## Ressources
- Ressources relatives à la musique :   - AllMusic
  - Discogs
  - MusicBrainz
  - Rate Your Music
  - Songkick
- Ressources relatives aux beaux-arts :   - Museum of Modern Art
  - Union List of Artist Names
- Ressource relative à l'audiovisuel :   - IMDb
- Notices d'autorité :   - VIAF
  - ISNI
  - BnF (données)
  - LCCN
  - GND